# 4344 Buxtehude
4344 Buxtehude è un asteroide della fascia principale. Scoperto nel 1988, presenta un'orbita caratterizzata da un semiasse maggiore pari a 3,1052710 UA e da un'eccentricità di 0,1241715, inclinata di 2,39287° rispetto all'eclittica.